# Бёруэлл, Уильям
Уильям Армистед Бёруэлл (англ. William Armisted Burwell; 1780—1821) — американский политик и плантатор из Виргинии, который занимал должности секретаря президента и демократа-республиканца в Палате представителей США и Палате делегатов Виргинии.

## Биография
Родился в семье Тэкера Бёруэлла (англ. Thacker Burwell) и его жены Мэри Армистид (англ. Mary Armistead). Он происходил из первых семей Виргинии. У него был старший брат Эдвин (англ. Edwin Burwell), который переехал за границу. Бёруэлл окончил Колледж Уильяма и Мэри. Он женился на Летиции МакКрири (англ. Letitia McCreery) из Балтимора, которая родила ему сына Уильяма МакКрири Бёруэлла (англ. William McCreery Burwell; 1809–1888).
После переезда в округ Франклин, штат Виргиния, в 1802 году Бёруэлл стал заниматься политикой и трижды побеждал на выборах, чтобы представлять округ Франклин в Палате делегатов Виргинии, работая на этой должности с частичной занятостью с 3 декабря 1804 по 30 ноября 1806 год. В этот период Мериуэзер Льюис ушёл в отставку с поста личного секретаря президента Томаса Джефферсона, чтобы совершить его знаменитую экспедицию на запад, а Бёруэлл сменил его и переехал в Вашингтон, округ Колумбия.
Затем Бёруэлл добился избрания в Палату представителей США. Бёруэлл несколько раз переизбирался на этот пост с 1806 года до самой своей смерти.
По переписи 1810 года Бёруэлл владел 63 рабами в округе Франклин, а десятилетие спустя в домохозяйство был 71 раб и 5 свободных цветных.
Бёруэлл умер 16 февраля 1821 года в Вашингтоне, округ Колумбия, и был похоронен на кладбище Конгресса. Его дом в округе Франклин, Burwell-Holland House, был внесён в Национальный реестр исторических мест в 2002 году.